# Serail
Et serail (eller seraglio) var kvindernes kvarter i et osmannisk palads. Ordet harem benyttes også, men anvendes især om husstandens kvinder, såvel hustruer som konkubiner.
I sammenhæng med 1700-tallets turquerie blev serailet genstand for megen kunst, berømtest nok Mozarts syngespil Bortførelsen fra Seraillet.

## Etymologi
Ordet serail kommer via fransk sérail fra persisk saray (سرای) , med betydningen "palads" eller "indelukket gård", og kan også ses anvendt om Topkapi-paladset eller andre tyrkiske paladser.

## Eksternt link
- AllAboutTurkey